# Kaname Kuran
Kuran Kaname is een van de hoofdpersonages van Vampire knight en een volbloed vampier. Hij is een afstammeling van de Kuran - familie, een van de eerste volbloed families. Iedereen gelooft dat hij 18 is, maar eigenlijk is hij een van de oudste vampiers, en dus 10000 jaar oud.

## Biografie
De eerste herinneringen die Yuuki heeft zijn die van een witte winternacht in de sneeuwstorm waar ze wordt aangevallen door een Level E vampier. Deze wordt gedood door een andere vampier Kuran Kaname. Hij neemt Yuuki mee en vertrouwt haar toe aan Cross Kaien, de directeur van de Cross Academie.
Hij deelt de visie van het schoolhoofd dat mensen en vampiers perfect in harmonie samen kunnen leven. Samen met Cross Kaien heeft hij de Night Class opgericht en verblijft er, als hoofd van de afdeling, om de vrede te bewaren Door zijn afkomst als volbloed vampier heeft hij het recht en de macht te heersen over vampiers van een lagere rang. Hij wordt tegelijkertijd gevreesd als gerespecteerd door zijn medevampiers. Terwijl hij koud is en gezaghebbend richting van zijn volgelingen binnen de Night Class, is hij altijd vriendelijk en lief voor Yuuki.
Door zijn romantische benadering geeft hij aan dat hij veel om Yuuki geeft, later in de serie komen we erachter dat hij sinds ze kinderen zijn van haar houdt. Doorheen seizoen 1 wil hij continu dichter tot haar toetreden, maar wordt dit afgeblokt door de verlegenheid die Yuuki daar tegenover stelt. Hij heeft talloze malen geprobeerd om intimiteit te bereiken met Yuuki.
Aan het einde van seizoen 2 komen we teweten dat Kuran Kaname niet zomaar een toevallige voorbijganger was toen Yuuki werd aangevallen door een vampier. Hij is haar beschermer, haar broer en haar verloofde.